# Highlandville
Highlandville – miasto w Stanach Zjednoczonych, w stanie Missouri, w hrabstwie Christian.